# Fédération Luxembourgeoise de Badminton
Die Fédération Luxembourgeoise de Badminton (FELUBA) ist die oberste nationale administrative Organisation in der Sportart Badminton in Luxemburg. Der Verband wurde 1978 gegründet.

## Geschichte
Kurz nach seiner Gründung wurde der Verband Mitglied in der Badminton World Federation, damals als International Badminton Federation bekannt. Der Verband wurde ebenfalls Mitglied im kontinentalen Dachverband Badminton Europe, zu der Zeit noch als European Badminton Union firmierend. 1984 starteten die nationalen Titelkämpfe. Bereits seit 1979 werden Mannschaftsmeisterschaften und Pokalspiele ausgetragen.

## Bedeutende Veranstaltungen, Turniere und Ligen
- Luxembourg Open
- Luxembourg Youngsters
- Luxemburgische Meisterschaft
- Mannschaftsmeisterschaft
- Juniorenmeisterschaft
- Luxemburgischer Badmintonpokal
- Luxembourge Memorial Thierry Theis

## Präsidenten
| Zeitraum  | Name              | Klub                   |
| --------- | ----------------- | ---------------------- |
| 1978–1984 | Claude Christnach | B.C. Bonnevoie         |
| 1984–1985 | Gaston Hoffmann   | Résidence Walferdange  |
| 1985–1986 | Guy Bemtgen       | Résidence Walferdange  |
| 1986–1987 | Claude Christnach | B.C. Aris              |
| 1987–1988 | Xavier Laubi      | Résidence Walferdange  |
| 1988–1992 | Carlo Bach        | Fiederball Scheffleng  |
| 1992–1998 | Alex Riwers       | Fiederwaiss Ettelbreck |
| 1998–1999 | Xavier Laubi      | Fiederball Izeg        |
| 1999–2001 | Viviane Thill     | B.C. Junglinster       |
| 2001–2017 | Robert Smit       | B.C. Schuttrange       |
| 2017–2020 | Richard Hölzner   | B.C. Junglinster       |
| 2020–2024 | Robert Smit       | B.C. Schuttrange       |
| 2024–     | Joël Feltes       | Fiederball Izeg        |